# Хамруш, Мулуд
Мулуд Хамруш (араб. مولود حمروش‎) — государственный и политический деятель Алжира. С 1989 по 1991 год занимал должность премьер-министра страны.

## Биография
Родился 3 января 1943 года в алжирском городе Константине. Является одним из лидеров Фронта национального освобождения, но имеет разногласия с другими лидерами, касающихся политики партии. С 9 сентября 1989 года по 5 июня 1991 года занимал должность премьер-министра Алжира. Находясь на этой должности инициировал проведение политических и экономических реформ в стране.
В 1999 году баллотировался на пост президента Алжира как независимый кандидат. В ходе избирательной кампании призывал армию вернуться в казармы, а также заявил, что при поддержке народных масс сможет заставить армию и службы безопасности выполнять свои обязанности. По итогам голосования президентом Алжира был избран Абдель Азиз Бутефлика, а второе место занял Ахмед Талеб Ибрахими.